# Знаменский монастырь (Тобольск)
Не путать с Абалакским Знаменским монастырём, что под Тобольском.
Знаменский монастырь — упразднённый мужской монастырь в Тобольске, находившийся в его подгорной части (угол ул. Декабристов — ул. Ершова). Первый православный монастырь в Сибири. Это был второй по значимости (после Софийского двора Тобольского кремля) ансамбль культовых и гражданских построек города.
Монастырь был основан в Тобольске в 1623 году по воле первого сибирского архиепископа Киприана.
Согласно Сибирской летописи, на месте будущего монастыря произошло явление Ермаку Святителя Николая Чудотворца. Первой была возведена деревянная церковь «во имя Знамения Пресвятые Богородицы, яже в великом Новеграде», а в 1685 году заложили пятиглавую каменную церковь Спаса Преображения (освящена в 1691 году).
Преображенский собор имел ясную пластическую выразительность, достигнутую сопоставлением кубического объёма и лёгких барочных глав, венчающих купола (ок. 1800 г.). Характерный для украинского барокко двухъярусный барабан центральной главы появился в середине XVIII века. Колокольня Знаменского монастыря возвышалась на 38 метров.
Тобольский Знаменский монастырь был известен как центр духовного образования в Сибири 
в связи с размещением в нём с 1770 года по указанию епископа Варлаама Тобольской духовной семинарии:25.
В 1897 г. обветшавший собор был разобран, и в 1900-1905 гг. на его месте построено новое здание, в целом воспроизводящее его облик. В 1924 году монастырь был закрыт, почти все храмы снесены. В руинах стоит Казанская церковь, пристроенная к настоятельскому корпусу. Уцелевшие постройки занимают недействующий винзавод и Тобольский сельскохозяйственный колледж.

Настоятельский корпус в 2016 году
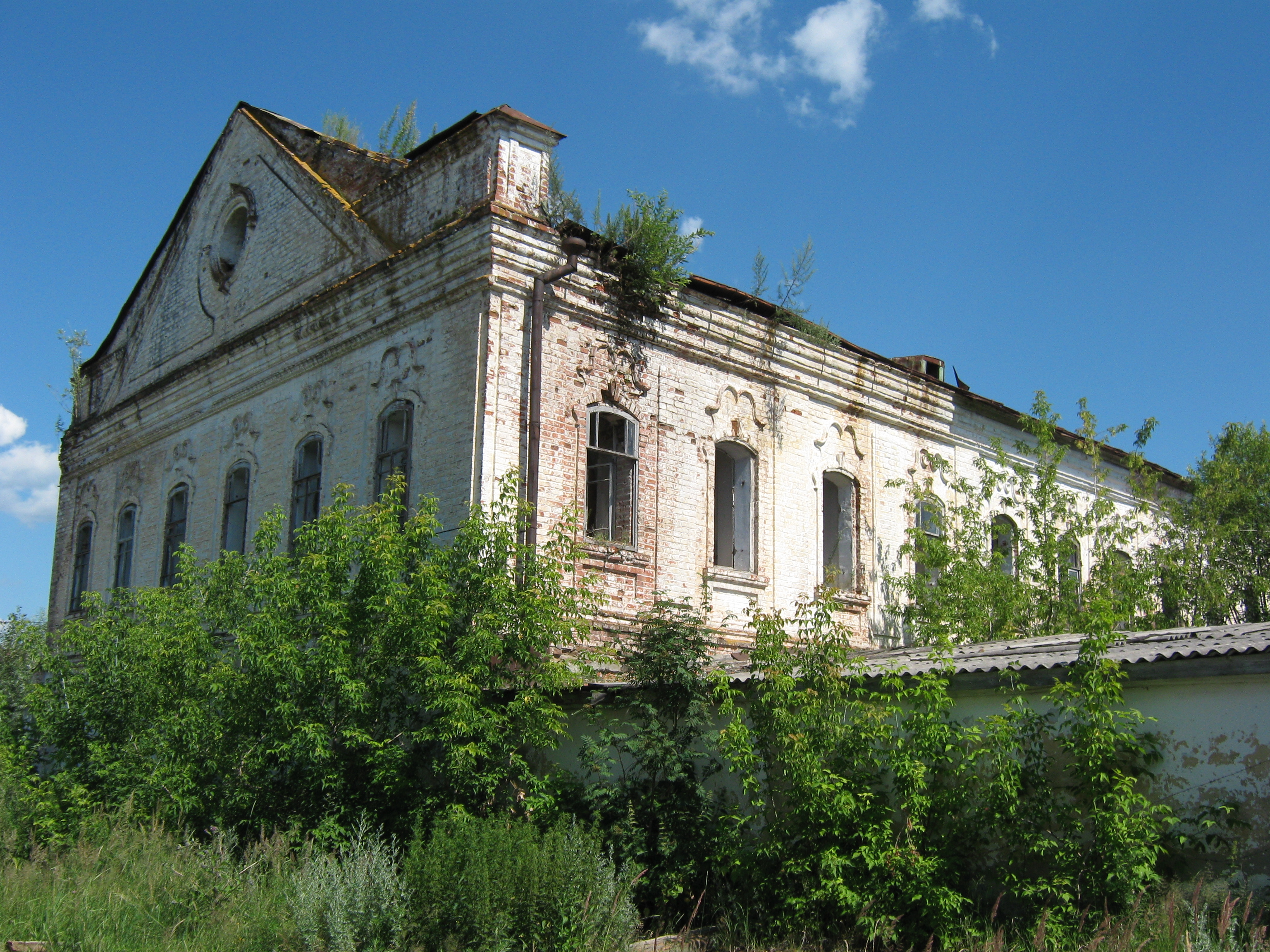
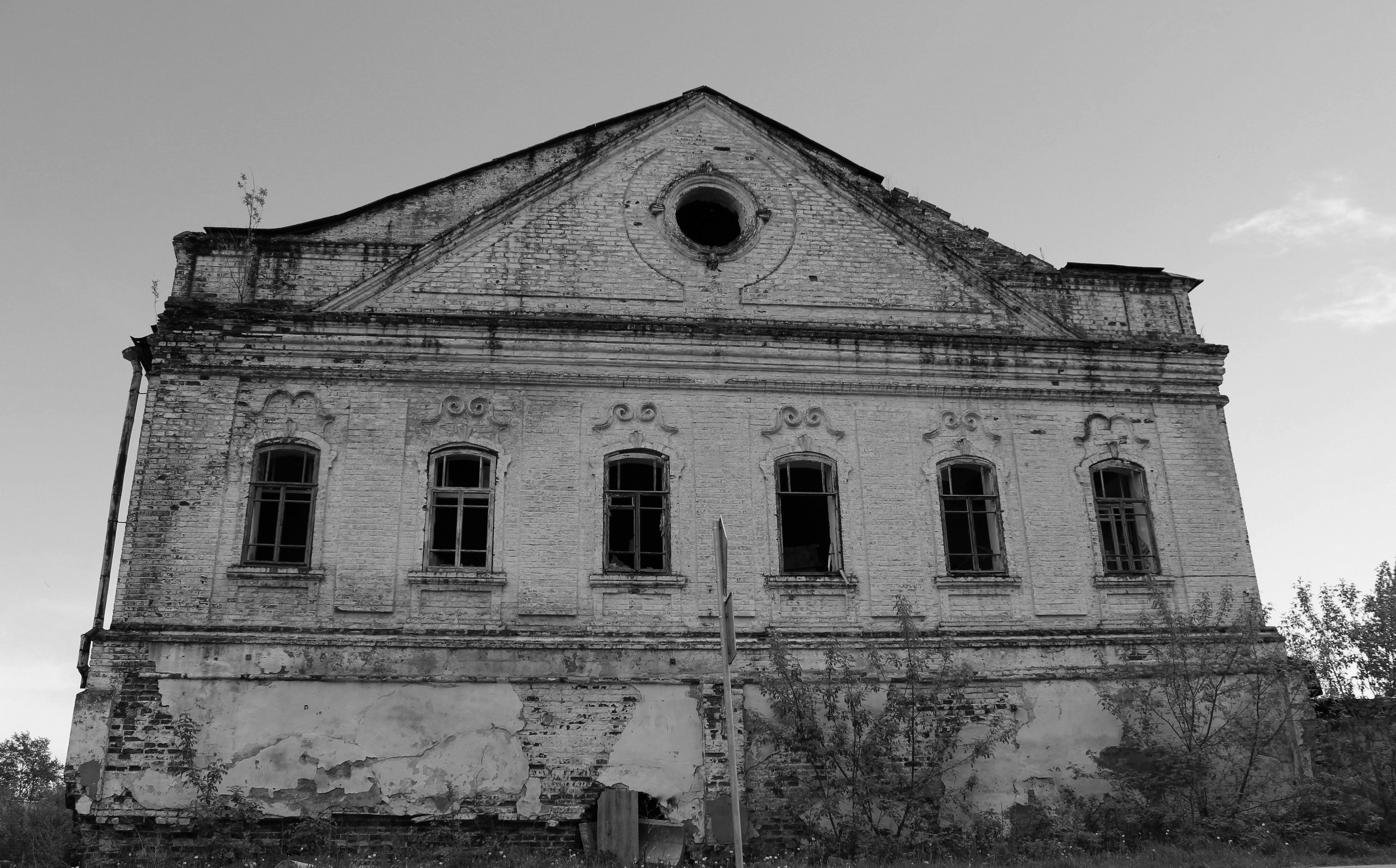
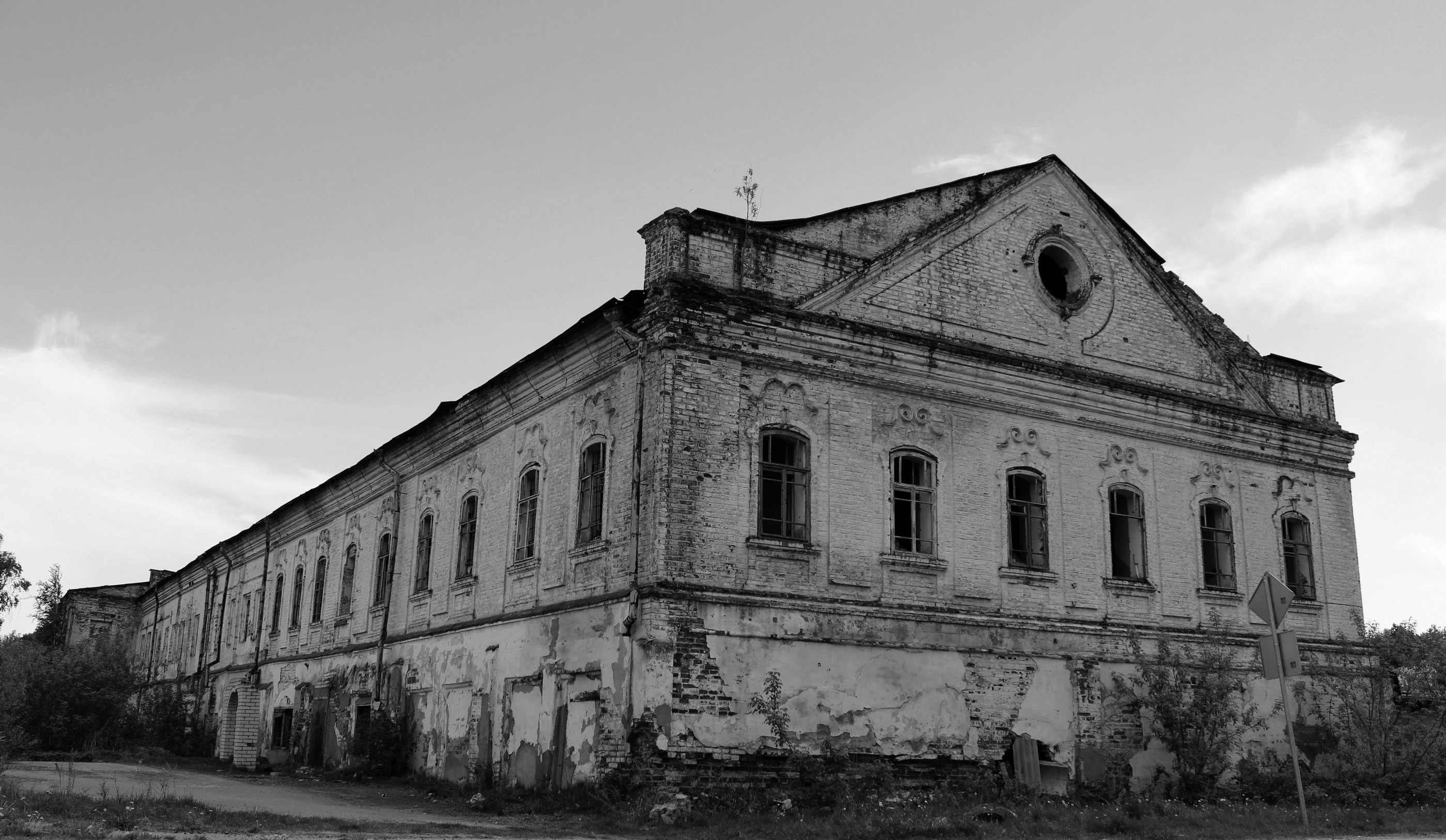